# Dagueix
El dagueix, en hebreu דָּגֵשׁ, és un diacrític del sistema d'escriptura hebreu.
Gràficament, consisteix en un punt que es col·loca a l'interior d'una lletra. Existia abans un altre diacrític que indicava l'absència de dagueix, el rafé, en forma de ratlla superior o inferior, segons els casos. Aquest, però, ja no es fa servir si no és en determinats casos o en altres llengües que empren l'alfabet hebreu, com el jiddisch.

## Origen
El dagueix forma part del sistema inventat pels masoretes al segle vi per a fixar la pronunciació i el cant litúrgic de l'hebreu de la Bíblia hebrea.

## Mappiq
No s'ha de confondre el dagueix amb el mappiq. El mappiq és un punt que es col·loca només en la lletra he ה en posició final per a indicar que s'ha de pronunciar com a consonant i no com a suport de lectura (mater lectionis). Així, el mappiq permet per exemple de distingir סוּסָה [su'sa], l'euga, de סוּסָהּ [su'sah], el seu cavall (d'ella).

## Ús
Es distingeixen dos usos del dagueix :
- Per a indicar una mutació consonàntica. Es parla llavors de dagueix suau.
- Per a geminar la consonant que el porta. Es parla llavors de dagueix fort.

## Dagueix suau
S'anomena dagueix suau (en hebreu דגש קל) el punt que es col·loca en una consonant per a indicar la seua pronunciació fricativa. Sis lletres (anomenades begadkefat) poden portar dagueix suau.
| Amb dagueix | Amb dagueix | Amb dagueix  | Amb dagueix | Sense dagueix | Sense dagueix | Sense dagueix | Sense dagueix |
| Lletra      | Nom         | Romanització | AFI         | Lletra        | Nom           | Romanització  | AFI           |
| ----------- | ----------- | ------------ | ----------- | ------------- | ------------- | ------------- | ------------- |
| בּ           | bet         | b            | /b/         | ב             | vet           | ḇ / v         | /v/           |
| גּ           | guímel      | g            | /g/         | ג             | guímel        | ḡ             | /ɣ/           |
| דּ           | dàlet       | d            | /d/         | ד             | dàlet         | ḏ             | /ð/           |
| כּ, ךּ        | caf         | k            | /k/         | כ, ך          | khaf          | ḵ / kh        | /χ/           |
| פּ, ףּ        | pe          | p            | /p/         | פ, ף          | fe            | p̄ / f         | /f/           |
| תּ           | tav         | t            | /t/         | ת             | tav           | ṯ             | /θ/           |
Les regles d'ús del dagueix suau depenen de la posició de la lletra en la paraula. Una begadkefat porta un dagueix suau quan es troba a principi de paraula o quan és la primera lletra d'una síl·laba que no segueix una vocal (ço és, quan segueix una síl·laba tancada).

## Dagueix fort
El dagueix fort (en hebreu דגש חזק) indica la geminació de la consonant que el porta. Es pot trobar en totes les lletres excepte les guturals (àlef א, he ה, het ח, ain ע) i la reix ר.
La geminació pot produir-se per motius diversos, entre els quals :
- Després d'una preposició que requereix la geminació de la lletra següent (per exemple després de l'article ה).
- Com a conseqüència de la desaparició d'una lletra: per un fenomen d'assimilació i de compensació, la lletra que segueix es troba geminada.
- A la conjugació "intensiva", la segona lletra radical d'un verb triliteral es gemina.

En el cas que una begadkefat hagi de rebre un dagueix fort, la seua pronunciació segueix la del dagueix suau.

## Pronunciació en hebreu israelià modern
En hebreu israelià modern ja no es distingeix la pronunciació oclusiva o fricativa de tres de les sis begadkefat. Així que les lletres guímel ג, dàlet ד i tau ת es pronuncien com si portessin dagueix, hagin de portar dagueix o no, respectivament : [g], [d] i [t].